# Cantone di Charmes
Il Cantone di Charmes è una divisione amministrativa dell'arrondissement di Épinal.
A seguito della riforma complessiva dei cantoni del 2014 è passato da 26 a 52 comuni.

## Composizione
Prima della riforma del 2014 comprendeva i comuni di:
- Avillers
- Avrainville
- Battexey
- Bettoncourt
- Bouxurulles
- Brantigny
- Chamagne
- Charmes
- Essegney
- Évaux-et-Ménil
- Florémont
- Gircourt-lès-Viéville
- Hergugney
- Langley
- Marainville-sur-Madon
- Pont-sur-Madon
- Portieux
- Rapey
- Rugney
- Savigny
- Socourt
- Ubexy
- Varmonzey
- Vincey
- Vomécourt-sur-Madon
- Xaronval

Dal 2015 comprende i comuni di:
- Avillers
- Avrainville
- Battexey
- Bettegney-Saint-Brice
- Bettoncourt
- Bouxières-aux-Bois
- Bouxurulles
- Brantigny
- Bult
- Chamagne
- Charmes
- Châtel-sur-Moselle
- Clézentaine
- Damas-aux-Bois
- Deinvillers
- Derbamont
- Essegney
- Évaux-et-Ménil
- Fauconcourt
- Florémont
- Gircourt-lès-Viéville
- Gugney-aux-Aulx
- Hadigny-les-Verrières
- Haillainville
- Hardancourt
- Hergugney
- Jorxey
- Langley
- Madegney
- Marainville-sur-Madon
- Moriville
- Moyemont
- Nomexy
- Ortoncourt
- Pont-sur-Madon
- Portieux
- Rapey
- Regney
- Rehaincourt
- Romont
- Rugney
- Saint-Genest
- Saint-Maurice-sur-Mortagne
- Saint-Vallier
- Savigny
- Socourt
- Ubexy
- Varmonzey
- Vincey
- Vomécourt
- Vomécourt-sur-Madon
- Xaronval